# Gare de Skansen
La gare de Skansen est une halte ferroviaire de la ligne de Dovre dans le quartier d'Ila à Trondheim. Elle est localisée à 551,67 km d'Oslo et à 1,2 km de la gare de Trondheim.

## Situation ferroviaire
La gare de Skansen se situe entre les gares de Marienborg et Trondheim.

## Histoire
La gare fut mise en service en 1893 et s'orthographiait alors Skandsen (l'orthographe actuel date d'avril 1921. Le 1er mars 1961 la gare est rétrogradée au statut de halte ferroviaire,.

## Service des voyageurs

### Accueil
La halte n'a ni salle d'attente ni automate, juste une aubette sur le quai

### Desserte
La gare est desservie par des trains locaux reliant : Røros à Rotvoll et Lerkendal à Steinkjer.

### Intermodalité
Des arrêts de bus se situent à environ 300 m de la gare.